# كارل بيتر هاغبيرغ
كارل بيتر هاغبيرغ (بالسويدية: Carl Peter Hagberg)‏ هو قسيس سويدي، ولد في 22 نوفمبر 1778 في Rasbo församling ‏ في السويد، وتوفي في 15 سبتمبر 1841 في أبرشية الكنيسة العظيمة ‏ في السويد.